# Christiane Fürst
Christiane Fürst (Dresden, 29 de março de 1985) é uma jogadora de voleibol da Alemanha. Joga na posição de meia-de-rede (central) e possui 1,92m. Desde o ano de 2003 ela faz parte da seleção alemã de voleibol e é a atual capitã do grupo. Foi eleita a melhor bloqueadora no Campeonato Mundial de 2006  e no Campeonato Mundial de 2010.

Na temporada 2010-2011 jogou no Fenerbahçe Acıbadem da Turquia, onde foi treinada pelo brasileiro José Roberto Guimarães e jogou com a brasileira Fofão.

## Carreira
Fürst começou a jogar voleibol profissionalmente no ano de 1999 pelo Dresdner SC, time de sua cidade. Ela permaneceu no clube por sete temporadas e conquistou quatro títulos: duas copas da Alemanha de volei e dois campeonatos nacionais. No ano de 2003 foi convocada para a seleção da Alemanha, sendo que atualmente é a capitã do time e uma das principais jogadoras.

Em 2007 foi para a Itália para jogar pelo Scavolini Pesaro, onde jogou duas temporadas sendo treinada pela primeira vez por José Roberto Guimarães e atuando ao lado das brasileiras Marianne Steinbrecher e Sheilla Castro. No Pesaro ganhou cinco títulos.

Na temporado 2009-10 atuou pelo Foppapedretti Bergamo, onde conquistou o título da Champions League, a maior competição europeia de clubes.

## Clubes
| Clube                                | País     | Temporadas |
| Dresdner SC                          | Alemanha | 1995–2007  |
| Scavolini Pesaro                     | Itália   | 2007–2009  |
| Foppapedretti Bergamo                | Itália   | 2009–2010  |
| Fenerbahçe Acıbadem                  | Turquia  | 2010-2011  |
| VakıfBank Güneş Sigorta Türk Telekom | Turquia  | 2011-      |

## Títulos por clubes
- Campeonato Alemão de Voleibol Feminino (1998-99)
- Copa da Alemanha de Voleibol Feminino (1998-99)
- Copa da Alemanha de Voleibol Feminino (2001-02)
- Campeonato Alemão de Voleibol Feminino (2006-07)
- Campeonato Italiano de Voleibol Feminino (2007-08)
- Copa CEV de Voleibol Feminino (2007-08)
- Supercopa Italiana (2008)
- Campeonato Italiano de Voleibol Feminino (2008-09)
- Copa Itália (2008-09)
- Champions League (2009-10)
- FIVB Mundial de Clubes 2010
- Campeonato Turco de Voleibol Feminino (2010-11)

## Premiações individuais
- Campeonato Mundial de Voleibol Feminino de 2006 Melhor bloqueadora
- Montreux Volley Masters de 2007 Melhor bloqueadora
- Campeonato Europeu de Voleibol Feminino de 2009 Melhor bloqueadora
- Coppa Italia de Voleibol Feminino 2010 Melhor bloqueadora
- Campeonato Mundial de Voleibol Feminino de 2010 Melhor bloqueadora